# Cuesta de Moyano
La Cuesta de Moyano és el nom popular amb el qual es coneix al carrer de Claudio de Moyano de Madrid, famosa per les casetes de venda de llibres (moltes d'elles de llibreters de vell, o de segona mà) que estan instal·lades al costat del reixat del Jardí Botànic. El carrer comunica el Passeig del Prado amb el parc del Retiro i actualment està vianantitzada. Rep el seu nom del polític zamorà Claudio Moyano Samaniego, autor de la Llei d'Instrucció Pública de 1855 i que té una estàtua de bronze en l'arrencada de la pujada. Al final de la costa hi ha una altra estàtua dedicada a l'escriptor basc Pío Baroja. Aquesta estàtua de bronze anteriorment estava situada a l'interior del Parc del Retiro.

## Història
Van existir a Madrid fires des de l'època de dominació àrab, i fins i tot als primers segles després de la Reconquesta. El 18 d'abril de 1447 Joan II de Castella va permetre celebrar dues fires anuals de quinze dies de durada cadascuna. Les fires madrilenyes, que se celebraven del 8 de maig i del 21 de setembre, van tenir un efecte reclamo sobre comerciants i compradors regionals. A la fi del segle XV ja formaven part de la vida quotidiana dels madrilenys. Es produïen de forma espontània en diferents carrers, algunes com la fira de San Mateo, la de la Cebada, la de la Plaza mayor, etc. Algunes d'elles eren itinerants. El desenvolupament urbà i l'aparició de locals especialitzats en llocs físics (les denominades tendes) les van fer anar desapareixent.

### Inicis
Una de les fires que va sobreviure a la fi del segle xix va ser l'existent a Atocha, en la qual s'oferien diversos productes elaborats, entre ells, llibres. En 1919 aquest sector de llibreters va abandonar Atocha per situar-se en el passeig del Prado, davant del Jardí Botànic. En 1924 el director del Jardí Botànic va escriure a l'Ajuntament de Madrid una carta en la qual titlla d'improcedent i perjudicial per a la salut la col·locació permanent dels llocs enfront del reixat. La protesta del director va fer que es col·loqués en la cuesta Moyano, carrer que s'havia obert en terrenys que van pertànyer al jardí Botànic. Aquesta fira era denominada per Ramón Gómez de la Serna com la fira de l'aladroc, a causa que per aquella època els llibres es venien a quinze cèntims. En 1925 va romandre oberta de forma permanent la fira fixa del llibre en uns calaixos fets amb fusta de pi. El disseny de les casetes cadascuna d'elles de quinze metres quadrats va ser realitzat per l'arquitecte Luis Bellido. L'ajuntament va fixar com a nombre màxim el de trenta casetes, va prohibir posar embulls auxiliars, utilitzar enllumenat o calefacció i subarrendar el lloc. El cànon municipal, que oscil·lava entre les trenta i les cinquanta pessetes al mes, havia d'abonar-se en els vuit primers dies de cada trimestre.

### Canvis en la Cuesta
L'emplaçament no va agradar i diversos intel·lectuals de l'època van enviar una queixa a l'Ajuntament que no va ser atesa; de la mateixa forma la queixa que van fer en 1931 els llibreters per col·locar-se en el passeig del Prado, entre el Banc d'Espanya i el Museu del Prado. L'alcalde Pedro Rico López va sol·licitar un estudi a l'arquitecte Francisco Javier Ferrero per construir quaranta casetes enfront del museu del Prado. El projecte no va arribar a fer-se i després de la Guerra Civil l'emplaçament ja s'havia estabilitzat, fent que els primers intents de canviar l'emplaçament anessin oblidats. L'any 1969 l'Ajuntament va considerar la renovació de les casetes i va encarregar un nou disseny als arquitectes Joaquín Roldán i José Ángel Rodrigo. El projecte coincidia amb la renovació del Jardí Botànic, dissenyant una obertura en la cantonada del carrer Moyano amb el Passeig del Prado. Finalment el projecte es va quedar sense realitzar. En 1984 es van tornar a estudiar les condicions d'habitabilitat, i finalment l'Ajuntament va concedir el permís perquè les casetes posseïssin aigua, electricitat i telèfon. Durant les obres de 1986 els llibreters van tornar per segona vegada al Passeig del Prado. Les obres van permetre inserir entre les casetes existents una amb condícies, i una altra per a un vigilant. Es va acordar mantenir l'aspecte clàssic.

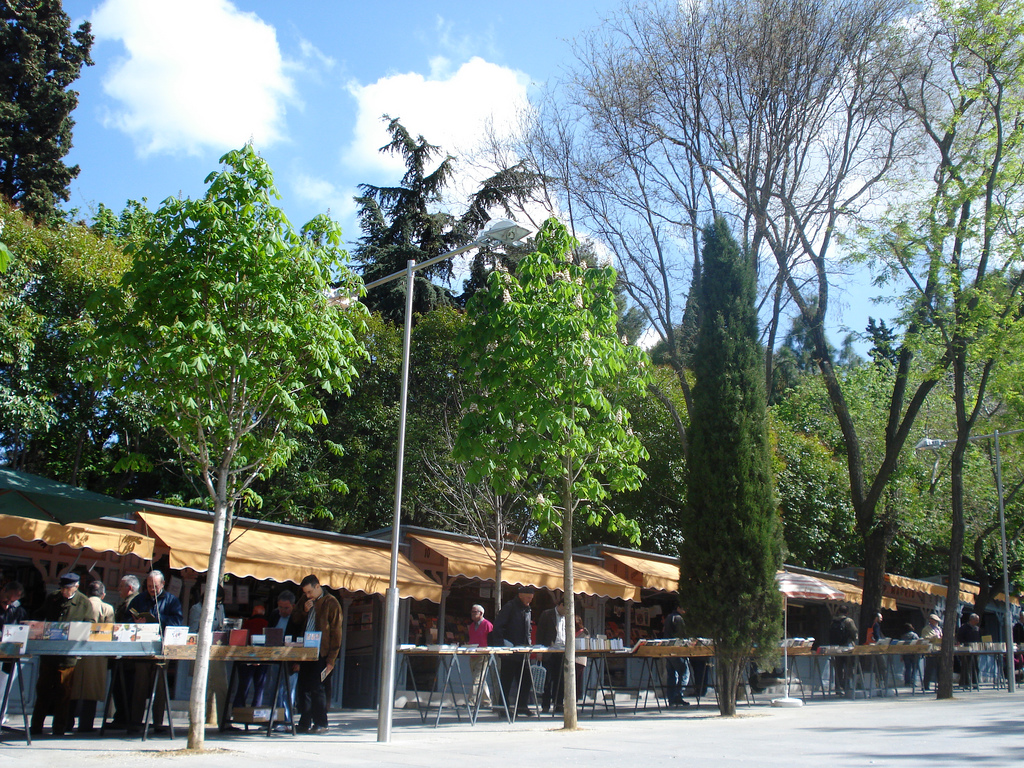
Casetes de llibres a la Cuesta de Moyano, en 2008.

### Actualitat
Aquest enclavament va sofrir un greu contratemps al juliol de l'any 2004 després de l'incendi d'una estació elèctrica al veí carrer d'Almadén. El succés va motivar el seu trasllat a la Cuesta de Moyano, construint-se la mateixa sota la superfície. Les obres van obligar a traslladar provisionalment els llibreters a unes casetes de conglomerat alineades, una vegada més, al costat del reixat del Jardí Botànic. Al seu emplaçament original, per tercera vegada. Però aquesta circumstància adversa es va aprofitar per escometre una profunda remodelació de la Costa, que es va perllongar durant més de dos anys, com a part del Pla Especial Prado-Recoletos, realitzat per l'equip d'arquitectes Álvaro Siza, Juan Miguel Hernández de León, Carlos Riaño i José Miguel Rueda. El 19 d'abril de 2007 es va reobrir finalment la Cuesta als llibreters i als vianants, i es va eliminar la circulació de vehicles.
La caseta número 1 va ser reservada per a l'Ajuntament amb la finalitat de vendre les seves pròpies publicacions. Des d'aquest dia la costa està presidida pel monument a Pío Baroja, un dels promotors de la fira, traslladat des de la seva primitiva ubicació en el proper parc del Retiro. En l'altre extrem, al costat del Passeig del Prado, s'aixeca el monument a Claudio Moyano.